# Castrillo de la Vega
Castrillo de la Vega è un comune spagnolo di 615 abitanti situato nella comunità autonoma di Castiglia e León.